# Friedrich III. (Vianden)
Friedrich III. von Vianden war bis 1217 Graf von Vianden und Vogt von Prüm. Er war der Sohn von Friedrich II. und der ältere Bruder des Grafen Wilhelm I. von Niedersalm.
Er heiratete Mathilde (vielleicht von der Neuerburg), sie hatten mindestens fünf Kinder:
- Heinrich I. Graf von Vianden
- Siegfried II. Graf von Vianden
- Friedrich I. Herr von der Neuerburg
- Gerhard Kleriker
- Mathilde von Vianden, ⚭ 1) mit Graf Lothar I. von Hochstaden, 2) mit Graf Heinrich von Duras und Loos

Zwischen 1195 und 1197 kämpfte Friedrich gegen den Erzbischof Johann I. von Trier. Das Ziel dieses Krieges war wohl der Wiedergewinn der Burg Arras. Dies gelang jedoch trotz der Gefangennahme des Erzbischofs nicht, da Heinrich I. der Ältere Pfalzgraf bei Rhein drohte in diesem Konflikt auf Seiten Triers einzugreifen. 1197 oder 1198 waren Friedrich und sein Onkel Gerhard Abt von Prüm Zeugen der Verzichtserklärung Heinrichs I. auf die Hohevogtei von Trier, womit zu diesem Zeitpunkt wieder Frieden zwischen Vianden und Trier bestand. Auch ging hiermit keine Gefahr mehr von den Pfalzgrafen bei Rhein aus die sich in den vergangenen Generationen mehrfach gegen Vianden gestellt hatten. 1198 übertrug Friedrich seine Burgen von Dudeldorf und Gerlande an den Erzbischof und erhielt diese zurück als Kurtrierer Lehen.
Friedrich nahm zwischen 1191 und 1195 an den Konflikten um die Wahl eines neuen Fürstbischofs von Lüttich auf Seiten der Kaiserlichen Partei mit mehreren seiner Verwandten teil. 1194 war er in diesem Zusammenhang unter den Teilnehmern der Kampagnen der Herzöge Heinrich I. von Brabant, Heinrich III. von Limburg und des Grafen Heinrich IV. von Luxemburg in der Grafschaft Namur gegen den Grafen Balduin V. vom Hennegau. In der Schlacht von Noville schlug der Graf vom Hennegau dann einen Teil dieser Koalition entscheidend, der Herzog von Limburg wurde gefangen genommen während Friedrich von Vianden mit seinen verbliebenen Verbündeten floh. Dieser Konflikt wurde erst 1195 mit der Wahl Albrecht II. von Cuyck zum Bischof von Lüttich und des Friedens von Rupelmonde beigelegt.
Nach dem Tod des Kaisers Heinrich VI. von Staufen und der Doppelwahl im Jahr 1198 ergriff Friedrich Partei für den Staufer Philipp von Schwaben. 1201 rief Papst Innozenz III. den Hochadel des Reichs, darunter Graf Friedrich III. von Vianden, dazu auf seinem Kandidaten Otto von Braunschweig den Lehnseid auszusprechen. Spätestens Anfang September des gleichen Jahres folgte Friedrich und sein Onkel Gerhard von Prüm diesem Aufruf und wechselte somit die Lager und unterstützte fortan die Päpstliche Partei.
1205 erneuerte Friedrich den Konflikt mit Trier, indem er die Burg Quintenberg an der Mosel auf Land – das er als Lehen der Abtei Prüm besaß – erbaute. Noch im gleichen Jahr zog Erzbischof Johann von Trier gegen diese Befestigung und erstürmte sie, nachdem die Garnison durch eine Weinlieferung kampfunfähig gemacht worden war. Dies war der letzte Versuch eines Grafen von Vianden seinen Machtbereich im Moseltal zu Lasten Triers auszudehnen.
Dem Jesuiten Bertholet zufolge hätte Friedrich und sein Bruder Wilhelm I. von Niedersalm 1212 gegen den Grafen Theobald I. von Bar und Luxemburg bei Ocquiers gekämpft, wo Wilhelm I. dann gefallen sei.
Wohl zwischen 1214 und 1215 begab sich Friedrich als Pilger oder Kreuzfahrer ins Heilige Land und wurde dort von Moslems gefangen genommen. Seine Freilassung verdankte er dem Trinitarierorden, welchem er das Lösegeld noch kurz vor seinem Tod zurückerstattete. Während Friedrichs Abwesenheit regierten seine Söhne Heinrich und Siegfried die Grafschaft Vianden gemeinschaftlich.
Unter Friedrichs Amtszeit erhielt Vianden auch die Herrschaften und Burgen Dasburg und Schönecken, die Höfe Mettendorf, Manderscheid und Oberweis in der Herrschaft Neuerburg wie Patronatsrechte über sieben Kirchen darunter die von Bastogne als Lehen von Prüm im Austausch für verschiedene andere Ländereien um diese Abtei.